# Bruce Flatt
Bruce Flatt (Winnipeg, 10 giugno 1965) è un imprenditore canadese, miliardario e CEO di Brookfield Asset Management, gestore alternativo da oltre 1.000 miliardi di dollari. È stato definito "il Warren Buffett canadese" per via del suo stile di investimento, per il lungo mandato di amministratore delegato e per il grande investimento in Brookfield.
A marzo 2025, è classificato al 672º posto nell'elenco dei miliardari di Forbes con un patrimonio netto di 5,3 miliardi di dollari.

## Biografia
Flatt, il cui padre era un dirigente presso una società di fondi comuni di Manitoba, è nato a Winnipeg, in Canada, nel 1965. Dopo l'università a Manitoba, Flatt ha lavorato come dottore commercialista presso Ernst & Young. Flatt è entrato a far parte della divisione investimenti di Brascan (il predecessore di Brookfield) nel 1990, ed è diventato amministratore delegato di Brookfield Properties nel 2000 e CEO dell'intera attività nel 2002.
In qualità di CEO, Flatt ha guidato la risposta di Brookfield ai danni causati dagli attacchi dell'11 settembre 2001 a Lower Manhattan. Sotto Flatt, Brookfield è diventato il secondo più grande gestore di attività alternative al mondo, dopo l'acquisizione di una quota di maggioranza in Oaktree Capital Management nel 2019.
Flatt e un gruppo di soci possiedono il 20% di Brookfield, individualmente e attraverso una società chiamata Partners Limited.

## Premi
Flatt è stato nominato CEO dell'anno da The Globe and Mail nel 2017, 60° in un elenco dei 100 CEO con le migliori prestazioni, pubblicato da Harvard Business Review nel 2018, e una delle 50 persone classificate nel 2019 da Bloomberg nel business globale nel 2019.

## Vita privata
Flatt è sposato con la collezionista d'arte Lonti Ebers, fondatrice di un'organizzazione senza scopo di lucro, Amant, e amministratrice (e mecenate) del Museum of Modern Art di New York.
Flatt vive tra Toronto, Londra e New York.